# 張潔
張 潔（ちょう けつ、1937年4月27日 - 2022年1月21日）は、中華人民共和国の小説家。代表作に小説『沈重的翅膀』『無字』。アメリカ文学芸術院栄誉院士。国際ペンクラブ中国ペンクラブセンター会員。中国作家協会第四回理事。第五回、第六回全委会委員、第七回名誉委員。政府から中国国家一級作家に認定されている。国務院からの特別政府手当てを受けている。国務院から「特殊貢献作家」の称号を授与された。現職は中国作家協会副主席、北京市作協副主席、北京市政協委員。張潔は中国で最も権威のある文学賞の１つ「茅盾文学賞」を2度獲得した。

## 略歴
原籍は遼寧省撫順市で、1937年に北平市に生まれた。幼少のころに父が死んだ、彼女は母親と二人きりで暮らしていた。
1962年中国人民大学計劃統計系卒業。卒業後は第一機械工業部に配属された。
1961年、中国作家協会に入会。
1978年に執筆活動を開始した。
1982年には国際ペンクラブ中国ペンクラブセンターに加入。中国作家協会の代表団に参加して、アメリカを訪れた。
1992年、アメリカ文学芸術院栄誉院士に当選。
2022年に死去するまでアメリカに住んでいた。

## 作品

### 長篇小説
- 『沈重的翅膀』
- 『只有一個太陽』
- 『無字』
- 『四只等着餵食的狗』

### 短篇小説集
- 『方舟』
- 『祖母綠』
- 『上火』
- 『来点兒葱、来点兒蒜、来点兒芝麻鹽』

### 散文集
- 『愛、是不能忘記的』
- 『一個中国女人在欧洲』
- 『你是我霊魂上的朋友』
- 『闌珊集』
- 『世界上最疼我的那个人去了』
- 『何必当初』
- 『無字我心』

### 遊記
- 『在那綠草地上』
- 『域外遊記』
- 『流浪的老狗』

## 受賞
1978年、『從森林裡來的孩子』、全国優秀短篇小説賞。
1979年、『誰生活得更美好』、全国優秀短篇小説賞。
1983年、『條件尚未成熟』、全国優秀短篇小説賞。
『祖母綠』、全国第三回優秀中篇小説賞。
1985年、『沈重的翅膀』、全国第二回茅盾文学賞・2001年—2002年優秀長篇小説賞・第六回国家図書賞・第二回女性文学賞。
1989年、イタリアのマラパルテ賞を受賞。
2005年、『無字』、第六回茅盾文学賞・第二回老舍文学賞・北京市第三回文学芸術賞。

## 相関
- 張潔の『無字』とその批評をめぐって、秋山洋子、駿河台大学、第38号、2009年。